# Nedeljko Čabrinović
Nedeljko Čabrinović (v srbské cyrilici Недељлко Чабриновић; 2. února 1895 Sarajevo – 20. ledna 1916 Terezín) byl bosenský Srb, člen organizace Mladá Bosna a jeden z účastníků atentátu na následník rakousko-uherského trůnu, Františka Ferdinanda d'Este.

## Život
Čabrinović se narodil jako nejstarší dítě v rodině. Jeho otec Vaso Čabrinović byl vlastníkem hospody v Sarajevu a měl celkem devět dětí ze dvou různých manželství. Nedeljko musel v hospodě svého otce pracovat, ale protože podmínky byly přísné, rozhodl se velmi brzy odejít domova i ze školy. Poté pracoval nějakou dobu jako zámečník; následně byl zaměstnán jako dělník v tiskárně. Po odchodu z domova byly jeho podmínky velmi bídné, nicméně i jako tovární dělník se nedočkal lepšího zacházení, nebo bohatství. Proto byl k tehdejší společnosti velmi kritický a z toho důvodu organizoval mezi dělníky řadu stávek v různých městech Bosny. Za tyto kroky byl stíhán a občas z některých měst vykázán. Pracoval také ve Sremských Karlovcích, Šidu a Bělehradě. V posledním z uvedených měst se seznámil s anarchistickou literaturou. V roce 1912 se stal členem organizace Černá ruka.
Jakmile se Čabrinović z novin dozvěděl, že se následník rakousko-uherského trůnu chystá na návštěvu Bosny a Hercegoviny, neváhal a kontaktoval Gavrila Principa a Trifka Grabeže, se kterými se podílel na přípravě atentátu.
Dne 28. června 1914 se pokusil Čabrinović zabít následníka trůnu hodem bomby pod jeho kočár, nicméně se svým činem na rozdíl od Principa neuspěl, neboť se bomba od vozu odrazila. Vzápětí se pokusil spolknout jed a skočit do řeky Miljacky. Jed však byl starý a neúčinkoval. Řeka navíc byla v místě atentátu velmi mělká; Čabrinović se po dopadu zranil a nemohl tak klást bezpečnostním složkám žádný odpor.
Čabrinović byl nakonec zatčen rakousko-uherskou policií a v říjnu 1914 ještě jako mladistvý odsouzen k nepodmíněnému trestu 20 let vězení. V soudním procesu se k činu doznal, nicméně sám sebe označil za člověka bojujícího za vyšší cíl, který je za něj ochoten i zemřít. Byl převezen do věznice v Terezíně, kde byl držen na samotce. Zemřel 2 roky před koncem války na tuberkulózu, a rozpadu Rakousko-Uherska se nedožil.
Čabrinovićova rodina byla rovněž zatčena a uvězněna; jeho matka zemřela ve vězení v Sarajevu a jeho otec přežil.